# Sarcofago Grande Ludovisi
Il sarcofago "Grande Ludovisi" è un'opera del III secolo conservato a palazzo Altemps a Roma. È alto 1,53 metri, largo 2,73 m e profondo 1,37 m.
Si tratta di una delle opere della scultura romana più famose e controverse , proveniente da una tomba presso la Porta Tiburtina, scoperta nel 1621. Il coperchio, esposto a Magonza, ha subito danni nel 1945: vi sono raffigurate scene di barbari sottomessi e una figura femminile in busto contro un parapetasma (tendaggio).

## Descrizione
La cassa, tratta ad altorilievo, è decorata da una grandiosa scena di battaglia tra Romani e barbari (forse i Daci, a giudicare dall'abbigliamento). La convulsa scena è organizzata su quattro piani: i due inferiori sono occupati da barbari caduti da cavallo o a piedi, ormai feriti o morenti; la fascia mediana da soldati romani impegnati a combattere gli avversari; la fascia superiore raffigura l'arrivo di una carica di cavalieri romani, guidata dall'imperatore, che travolge i nemici residui. Da notare la raffigurazione delle trombe e della buccina, suonata da un ausiliario africano per segnalare la carica e il cavaliere che affianca l'imperatore, da identificare in un draconarius, perché porta un vessillo a forma di drago.
La superficie è animata da un groviglio di figure, tra le quali non si riesce a cogliere un vero e proprio duello (una "monomachia", come nel sarcofago Amendola), ma un accatastarsi di guerrieri, tra i quali spicca al centro la figura del condottiero a cavallo, con un braccio alzato che fa cenno alla travolgente avanzata che proviene dall'angolo destro e che indirizza su di lui l'attenzione dell'osservatore. Il personaggio è ritratto in maniera precisa, con la testa barbuta ed espressiva e con un segno di croce a "X" sulla fronte (riconoscimento dell'iniziazione mitraica) che ha permesso di identificarlo con uno dei figli di Decio, Ostiliano (morto di peste, del quale si conoscono altri due ritratti con lo stesso segno di iniziazione e con tratti somatici simili) o più probabilmente il maggiore, Erennio Etrusco, che morì in battaglia insieme al padre ad Abrittus contro i Goti di Cniva (nel 251).

## Stile
L'opera è caratterizzata da una sapiente composizione che si avvale di linee orizzontali e verticali, che si intersecano su tutto il campo, senza "agglomerati" e zone vuote. Inoltre il rilievo delle figure crea un fittissimo chiaroscuro, con variazioni di effetti a seconda dei materiali scolpiti (panneggi, capigliature, criniere, corazze e cotta di maglia del soldato all'estrema destra), con un frequente uso del trapano.
Confronti si possono fare con opere attiche coeve, anche se il soggetto e la composizione può definirsi peculiarmente romana, in una sorta di preparazione alla rinascenza classicista dell'arte nell'età di Gallieno.

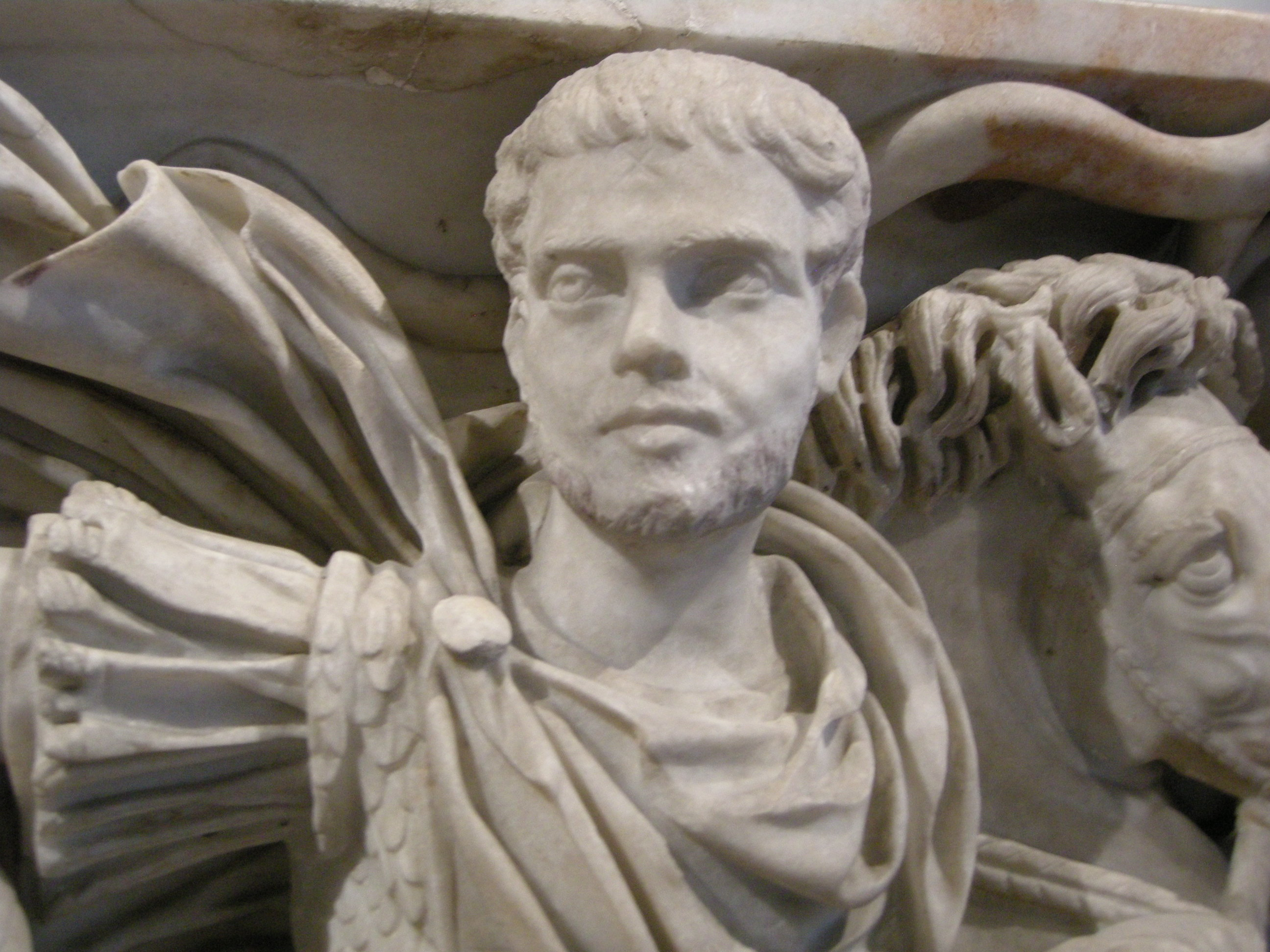
Il generale col marchio sulla fronte
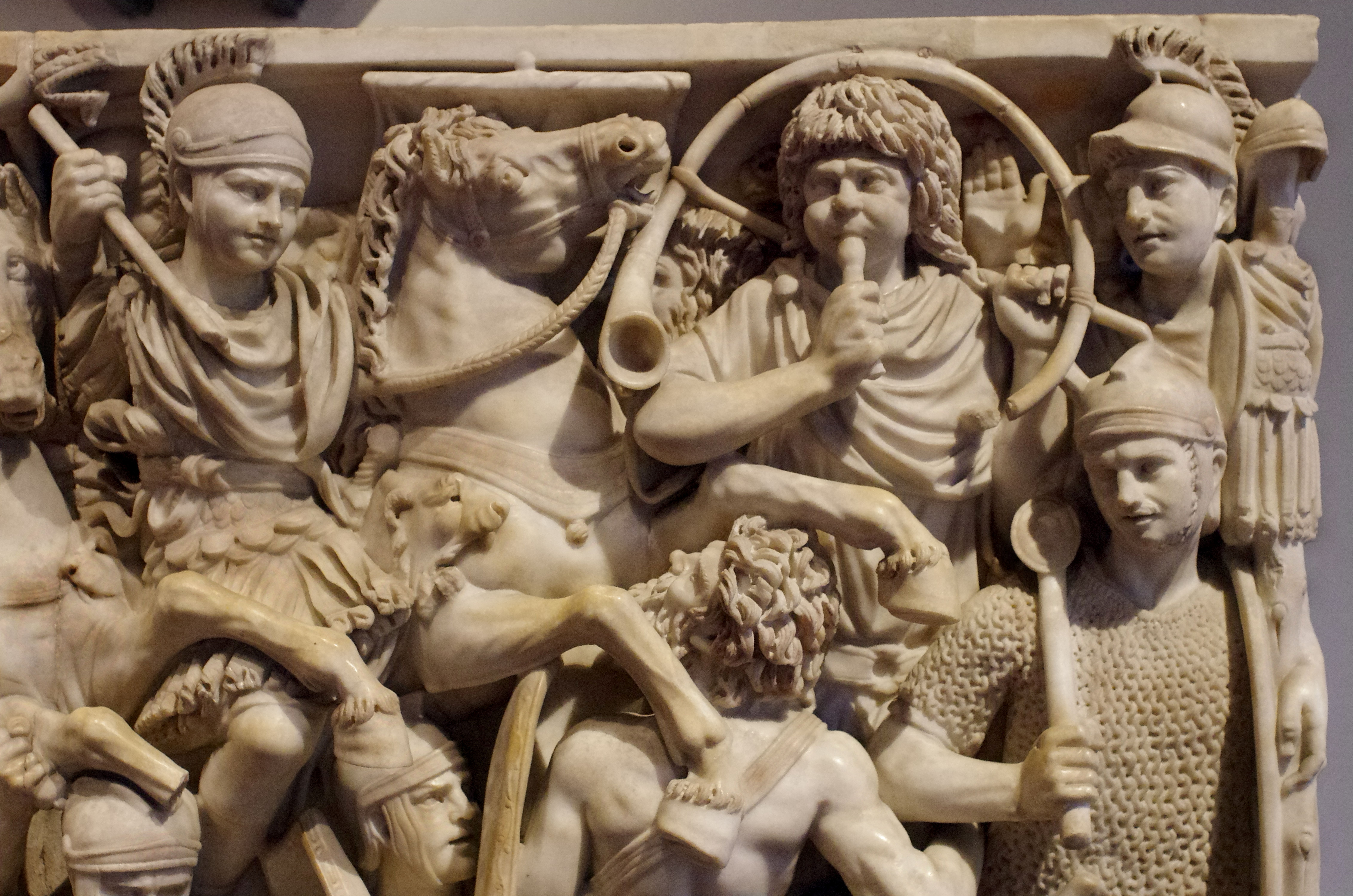
Soldato con buccina, Soldato con cotta di maglia a trapano ed altri
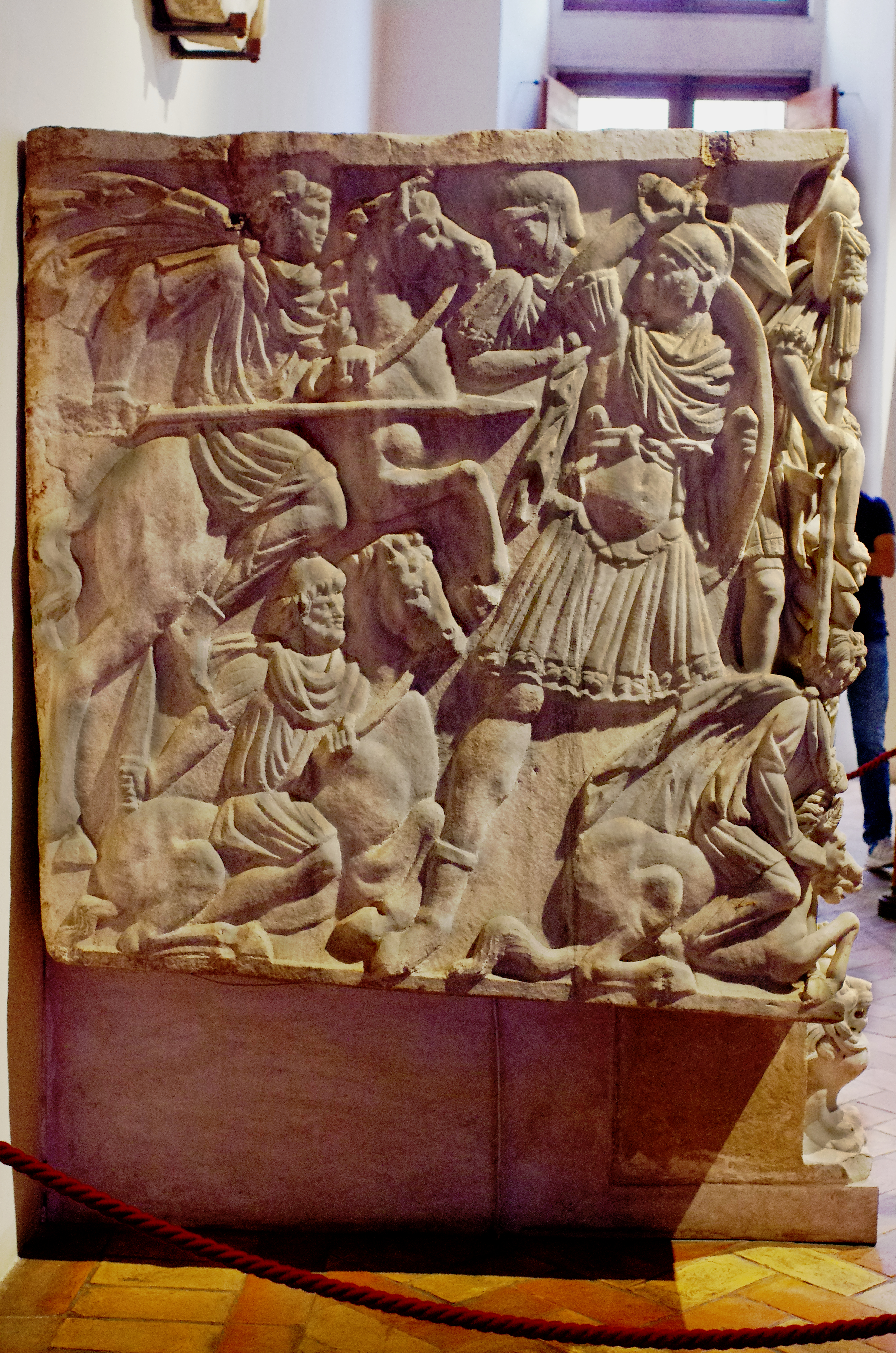
Lato sinistro
Lato destro